# Antologia del bicentenario
Antologia del bicentenario (The Bicentennial Man and Other Stories) è un'antologia di racconti di fantascienza di Isaac Asimov, del 1976. Contiene 11 storie (e un poema The Prime of Life) scritte fra il 1966 e il 1976. Ad ogni racconto corrisponde un'introduzione redatta dallo stesso autore. Il contenuto dei racconti dell'antologia è successivo a Io, Robot e a Il secondo libro dei robot. I racconti principali contenuti in questo libro (ai fini di sviluppare il contesto delle vicende narrate nell'Universo della fondazione) sono stati poi riuniti nel volume Tutti i miei robot.
La prima edizione italiana dell'antologia è apparsa su Urania divisa in due volumi: Antologia del bicentenario n. 1 (Urania n. 736) e Antologia del bicentenario n. 2 (Urania n. 738).

## Racconti
- The Prime of Life (ottobre 1966) - non presente nell'edizione italiana
- Intuito femminile (Feminine Intuition, ottobre 1969)
- Vasto mondo (Waterclap, maggio 1970)
- Che tu te ne prenda cura (That Thou Art Mindful of Him, maggio 1974)
- Straniero in paradiso (Stranger in Paradise, giugno 1974)
- La vita e i tempi di Multivac (The Life and Time of Multivac, gennaio 1975)
- Diradamento selettivo (The Winnowing, febbraio 1976)
- L'uomo del bicentenario (The Bicentennial Man, febbraio 1976)
- Marcia di santi (Marching In, aprile 1976)
- Sistema antiquato (Old-fashioned, febbraio 1976)
- Tricentenario (The Tercentenary Incident, agosto 1976)
- Nascita di una nozione (Birth of a Notion, aprile 1976)

## Edizioni
- Isaac Asimov, Antologia del bicentenario n.1, traduzione di Beata Della Frattina, Urania n. 736, Mondadori, 1977,  p. 152.
- Isaac Asimov, Antologia del bicentenario n.2, traduzione di Beata Della Frattina, Urania n. 738, Mondadori, 1977,  p. 145.
- Isaac Asimov, Antologia del bicentenario, traduzione di Beata Della Frattina, Oscar Fantascienza n. 16 (Oscar Mondadori n. 2129), Mondadori, 1989,  p. 295, ISBN 88-04-32079-6.